# Vigelsø
Vigelsø ist eine 148 Hektar große, seit Ende der 1980er Jahre unbewohnte dänische Insel im Odensefjord. Die Insel gehört zur Kirchspielsgemeinde (dän.: Sogn) Østrup Sogn, die bis 1970 zur Harde Lunde Herred im damaligen Odense Amt gehörte, ab 1970 zur damaligen Otterup Kommune im damaligen Fyns Amt und gehört seit der Kommunalreform zum 1. Januar 2007 zur Nordfyns Kommune in der Region Syddanmark.
Siehe auch: Liste dänischer Inseln